# Amorosi
Amorosi – miejscowość i gmina we Włoszech, w regionie Kampania, w prowincji Benewent.
Według danych na 1 stycznia 2022 roku gminę zamieszkiwało 2631 osób (1304 mężczyzn i 1327 kobiet).